# Świerczek (Słopnice)
Świerczek – niewybitne wzniesienie Beskidu Wyspowego w całości znajdujące się na terenie wsi Słopnice w powiecie limanowskim. Wznosi się na wysokość 734 m. Od sąsiedniego, dużo większego Łopienia oddzielony jest wąską i głęboką kotliną zwaną Zaświercze, w której płynie Czarna Rzeka będąca dopływem Słopniczanki. Zbocza Świerczka opadające do Czarnej Rzeki są bardzo strome, przez miejscową ludność nazywane są Drapą lub Grapą. Jest to słowo wołoskiego pochodzenia. W niektórych miejscach Czarna Rzeka podmyła je, tworząc dochodzące do kilkunastu metrów wysokości wychodnie skalne z odsłonięciami fliszu karpackiego. Świerczek jest całkowicie porośnięty lasem, w którym dominuje świerk i jodła z domieszką buka. Nie prowadzą przez niego szlaki turystyczne, natomiast przez Zaświercze, wzdłuż Czarnej Rzeki prowadzi żółty szlak turystyczny z Tymbarku podnóżami Łopienia na Mogielicę.
U wschodnich podnóży Świerczka wypływa Janowski Potok.